# Nozim Babadzhanov
Nozim Babadzhanov, né le 7 août 1995 au Tadjikistan, est un footballeur international tadjik jouant au poste de milieu offensif au Kalteng Putra (en).

## Biographie

### En club
Il signe le 23 juillet 2022 au Real Kashmir FC pour un an, alors en deuxième division indienne. Il retourne dès février 2023 dans son pays natal, au FK Khujand.

### En sélection
Nozim Babadzhanov est sélectionné en espoirs et en A, mais réalise sa première sélection en A avant sa première sélection en espoirs, en jouant douze minutes face au Kirghizistan le 8 octobre 2015. 
Sa dernière sélection remonte au 19 juillet 2019, après une défaite face à la Corée du Nord.